# Laura Mancini
Laura Mancini (Roma, Estats Pontificis, 6 de maig, 1636 - París, Regne de França, 8 de febrer de 1657) pertanyent a la família Mancini, casada amb Louis, Duc de Vendôme.
Es traslladà a París amb els seus germans Miquele Paolo i Olympe, quan només contava tretze anys, i obeint els desitjos expressats pel seu oncle. Fou promesa en matrimoni, al duc de Candale, el qual morí abans d'efectuar-se l'enllaç, i llavors casà (1651) amb el nét bastard d'Enric IV, el duc de Mercoeur, Louis de Vendôme. La boda s'efectuà a Brühl, prop de Colònia (Alemanya), on s'havia retirat Mazzarino a conseqüència dels esdeveniments de La Fronda, i en retornar aquest a França, nomenà al duc de Mercoeur governador de Catalunya i de Provença.
Laura era molt pietosa, i malgrat no ser tan bella com les seves germanes, fou molt apreciada per Anna d'Àustria i Lluís XIV.
Morí a conseqüències d'un mal part, havent deixat dos fills; el cèlebre general Lluís Josep de Borbó-Vendôme (vencedor de Luzzara) i el gran prior del mateix nom. El seu espòs, que llavors era governador de Provença, sentí tant la seva mort, que no va poder trobar consol, i més tard es va fer religiós.